# 삭시
《삭시》(필리핀어: Saksi→증인)는 필리핀의 심야 텔레비전 뉴스 프로그램이다.

## 같이 보기
- GMA 네트워크